# In Other Waters
In Other Waters (litt. « dans d'autres eaux ») est un jeu vidéo d'aventure développé par le studio indépendant Jump Over the Age de Gareth Damian Martin et publié par Fellow Traveller. Il s'agit du premier jeu de Gareth Damian Martin. Après avoir été soutenu par un financement participatif, il sort le 3 avril 2020 sur macOS, Microsoft Windows et Nintendo Switch.

## Trame
Le jeu In Other Waters se déroule sur une planète océanique nommée Gliese 667 Cc. La xénobiologiste Ellery Vas, employée par une corporation minière interplanétaire nommée Baikal, arrive sur cette planète. Elle est à la recherche de sa collègue Minae Nomura, une scientifique ayant mystérieusement disparu, et découvre que la planète abrite un riche écosystème marin. Le joueur incarne une intelligence artificielle intégrée dans le scaphandre d'Ellery Vas, et l'assiste dans l'exploration de cet environnement – notamment par la collecte et l'analyse d'échantillons, qui permettent à la scientifique d'étudier la faune et la flore de cette planète.

## Système de jeu
Le jeu fonctionne à travers une interface minimaliste et épurée, correspondant aux fonctions du scaphandre: se déplacer, récolter des échantillons, activer un système de propulsion, surveiller les niveaux d'énergie et d'oxygène… Selon Gareth Damian Martin, le principe est influencé par les jeux Duskers et Capsule,.
Le joueur reçoit également des transmissions d'Ellery Vas, sous la forme d'une interface textuelle. Le joueur peut y répondre de manière binaire, par «oui» ou «non».

## Développement
Gareth Damian Martin dit avoir eu l'idée de ce jeu lors d'un séjour en Grèce en 2017. De retour à Londres, il commence la création d'un prototype et apprend à utiliser le moteur de jeu Unity (avec l'extension Playmaker) de manière autodidacte. Après avoir reçu des encouragements de son entourage, dont les créateurs du jeu Sable, il mène un financement participatif sur Kickstarter en février 2018. La campagne atteint son objectif le 8 mars 2018 en réunissant la somme de 27 664 livres sterling. Peu après, Martin reçoit l'offre de Fellow Traveller qui lui propose d'éditer le jeu, et apporte du financement supplémentaire.

### Inspirations

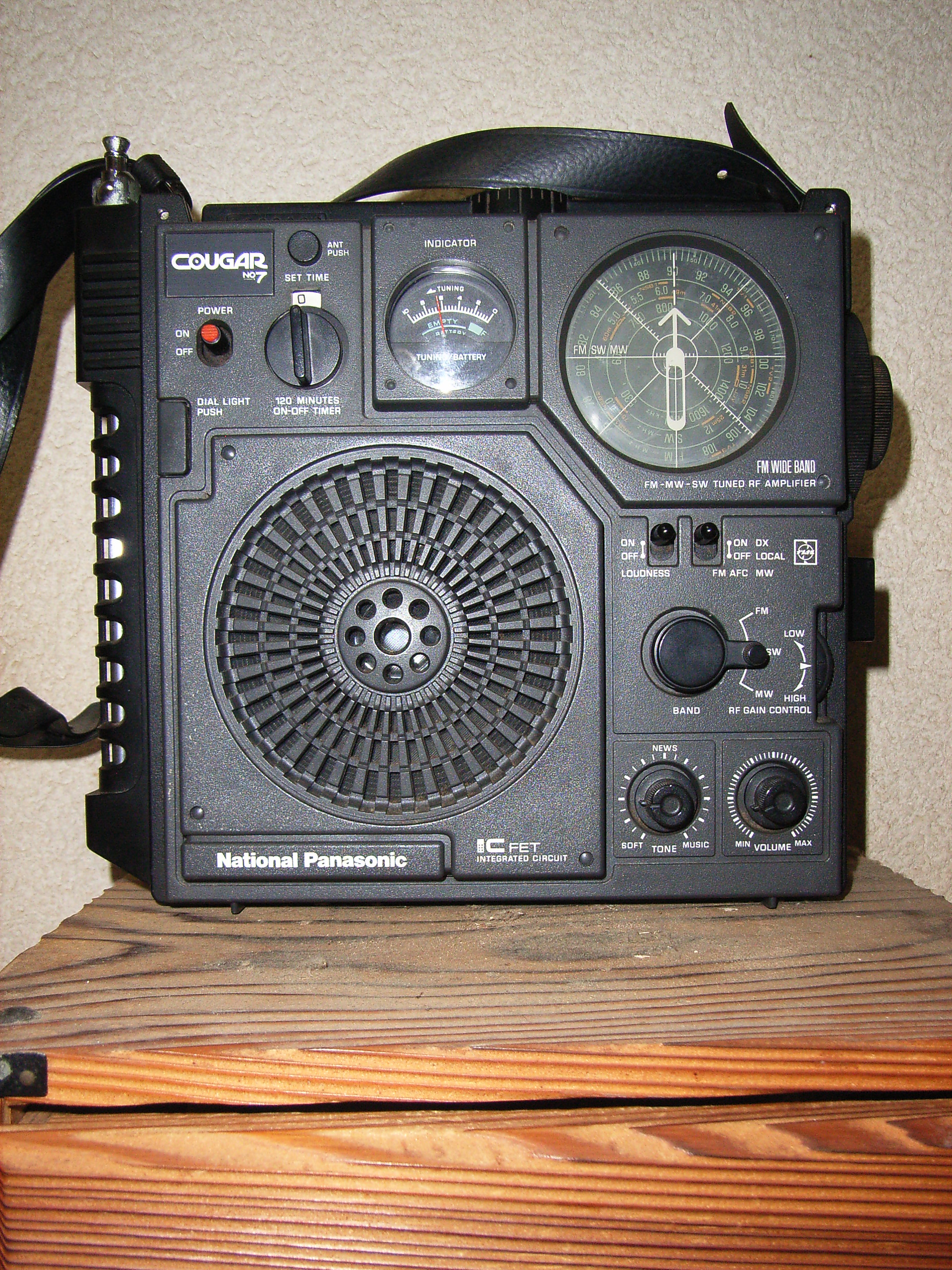
Le récepteur radio Cougar No7 a servi d'inspiration pour les interfaces de In Other Waters.

Parmi ses sources d'inspiration pour In Other Waters, Martin cite, entre autres, le jeu Metroid Prime pour sa fonctionnalité de viseur d'analyse, le roman de science-fiction Annihilation de Jeff VanderMeer qui met en scène des scientifiques explorant un environnement naturel mystérieux, et l'interface du Cougar No7 RF-877, une radio portable manufacturée par Panasonic en 1973. Martin indique aussi avoir été influencé par son étude de la biologie sous-marine, et en particulier par l'expédition effectuée en 1977 aux îles Galápagos par les géologues Jack Corliss et Tjeerd van Andel qui a permis la découverte de sources hydrothermales, et la vie sous-marine luxuriante qui leur est associée.

### Musique
La musique du jeu est composée par Amos Roddy, dans un style de musique électronique ambient. Selon Edwin Evans-Thirlwell, cette bande sonore méditative amplifie l'atmosphère du jeu, et s'adapte à l'évolution du récit.

## Accueil

### Critique
Selon la critique de Christopher Byrd dans le Washington Post, In Other Waters est un jeu reposant sur une mécanique de jeu simple qui permet de se mettre dans l'esprit d'une scientifique, et où l'observation devient un objectif en soi. Pour Edwin Evans-Thirlwell, du site Eurogamer, le jeu thématise la coexistence entre l'humain et d'autres formes de vie, et décrit les ravages du « capitalisme interplanétaire ». Pour David McNamara, dans Checkpoint Gaming, le design minimal complété par la narration de Gareth Damien Martin attise l'imagination du joueur, et s'apparente à la lecture d'un roman.
- Nintendo Life : 9/10[11]
- The Gamer : 3,5/5[12]
- Consollection : 15/20[13]
- Checkpoint Gaming : 8/10[10]
- Jeuxvideo.com : 15/20[14]
- Gamekult : 8/10[15]
- Gamespot : 9/10[16]
- The Games Machine : 9/10[17]
- PC Gamer : 80/100[18]
- Hardcore Gamer : 4/5[19]
- Game Informer : 6,25/10[20]

### Distinctions
In Other Waters se voit décerner le prix du jury lors du festival IndieCade Europe 2019,. En 2021, le jeu est nommé au Independent Games Festival dans deux catégories,.
| Année | Cérémonie                  | Catégorie                  | Résultat   | Références |
| ----- | -------------------------- | -------------------------- | ---------- | ---------- |
| 2019  | IndieCade Europe           | Prix du jury               | Lauréat    | ,          |
| 2021  | Independent Games Festival | Excellence en Narration    | Nomination | ,          |
| 2021  | Independent Games Festival | Excellence en Arts visuels | Nomination | ,          |

## Postérité

### Adaptation en jeu de rôles
En 2022, le créateur de jeux Lone Archivist annonce une adaptation de In Other Waters pour le jeu de rôle Mothership. La campagne de financement Kickstarter rassemble la somme de 69 970 dollars,. Ce module pour Mothership est édité sous le titre In Other Waters: Tidebreak.

### Sources
- (en) Edwin Evans-Thirlwell, « In Other Waters review : An ocean sanctuary for the meditative explorer », sur Eurogamer, 4 mai 2020 (consulté le 30 décembre 2024).
- (en) Gareth Damian Martin, « The Science Behind In Other Waters », sur Steam, 27 mars 2020 (consulté le 30 décembre 2024).
- (en) Gareth Damian Martin, « Baikal Dive User Manual », sur Steam, 14 mars 2020 (consulté le 30 décembre 2024).
- (en) Gareth Damian Martin, « 5 Key Influences », sur Steam, 7 mars 2020 (consulté le 30 décembre 2024).
- (en) Gareth Damian Martin, « Interfaces of Isolation », Update 10, sur Kickstarter, 25 février 2018 (consulté le 30 décembre 2024).
- (en) Gareth Damian Martin, « Redeeming Exploration », Update 6, sur Kickstarter, 18 février 2018 (consulté le 30 décembre 2024).
- (en) Gareth Damian Martin, « Science Fiction in the Anthropocene », Update 2, sur Kickstarter, 11 février 2018 (consulté le 30 décembre 2024).